# Bougouni Airport
Bougouni Airport är en flygplats i Mali.   Den ligger i regionen Sikasso, i den sydvästra delen av landet, 140 km söder om huvudstaden Bamako. Bougouni Airport ligger 330 meter över havet.
Terrängen runt Bougouni Airport är platt. Runt Bougouni Airport är det ganska glesbefolkat, med 43 invånare per kvadratkilometer. Närmaste större samhälle är Bougouni, 5,1 km sydost om Bougouni Airport. Omgivningarna runt Bougouni Airport är en mosaik av jordbruksmark och naturlig växtlighet.